# Partido Comunista Operário da Alemanha
O Partido Comunista Operário da Alemanha (em alemão: Kommunistische Arbeiterpartei Deutschlands; KAPD) foi um partido da esquerda comunista anti-parlamentarista ativo na Alemanha durante a época da República de Weimar. 

## História

### Fundação
Foi fundado em abril de 1920, durante o Congresso do Partido Comunista da Alemanha (Kommunistische Partei Deutschlands, KPD) em Heidelberg, como cisão esquerdista do Partido Comunista da Alemanha (KPD), com um total de 50.000 militantes, entre os quais o mais importante foi Herman Gorter. O principal objetivo do KAPD era a imediata eliminação da democracia burguesa e a constituição duma ditadura do proletariado baseada no modelo soviético. A diferença do KPD, o KAPD refutava o "centralismo democrático" ideado por Lenin e qualquer participação em eleições políticas. Nestas posições tiveram um papel fundamental o próprio Gorter como também o teórico comunista holandês Anton Pannekoek. Os principais pontos de trabalho do partido foram os estados de Berlim, Hamburgo, Bremen e Ostsachsen, onde uma parte importante do KPD confluiu no novo partido KAPD. Por outra parte, o partido permaneceu como membro simpatizante da Internacional Comunista até 1921, quando por oposição aos bolcheviques abandonaram a organização. 
Um dos momentos fundamentais para o KAPD foi a tentativa de Golpe de Estado de Kapp-Lüttwitz, que a ver desse partido demonstrava que o rechaço da luta revolucionária apenas trazia um aumento do movimento reacionário. A esse respeito, o partido participou como parte integrante no Exército Vermelho de Ruhr. 
Ao mesmo tempo, uma parte da militância pediu a criação duma organização unificada (à vez política e sindical), de modo que uma parte importante da militância abandonou então o partido para criar a União Geral dos Trabalhadores - Organização Unitária (AAU-E). 
E em 1922, o KAPD sofreu uma nova cisão em duas fações, as quais mantiveram ao mesmo tempo o nome e as siglas. Para efeitos práticos, são conhecidas como "KAPD Fação de Essen", dirigida principalmente por Arthur Goldstein, Bernhard Reichenbach e Karl Schröder, e "KAPD Fação de Berlim", liderada por Alexander Schwab. A fação de Essen aderiu então à Internacional Comunista Operária. Durante o Congresso de 4 a 6 de junho de 1927, o partido Entschiedene Linke decidiu fusionar-se com o KAPD.

### Época nazi
A chegada do nazismo ao poder levará o KAPD a converter-se numa das forças organizadas militarmente contra o regime hitleriano, fazendo parte do movimento de Resistência alemã.

## Membros destacados
- Jan Apel
- Arthur Goldstein
- Herman Gorter
- Franz Jung
- Karl Korsch
- Heinrich Laufenberg
- Paul Mattick
- Bernard Reichenbach
- Otto Rühle
- Karl Schröder
- Ernst Schwarz
- Fritz Wolffheim